# Kleintenreks
Die Kleintenreks (Microgale), manchmal auch als Spitzmaus- oder Langschwanztenreks bezeichnet, sind eine Säugetiergattung aus der Unterfamilie der Reistenreks (Oryzorictinae) innerhalb der Familie der Tenreks (Tenrecidae). Es handelt sich um kleine Vertreter der Tenreks, die in ihrem Habitus den Spitzmäusen ähneln. Typisch sind der spindelförmige Körper, die kräftigen Gliedmaßen und der langschmale Kopf. Das Fell besitzt eine weiche Textur, der Schwanz variiert je nach Art auffällig in seiner Länge, bei einigen wird er nur halb so lang wie der restliche Körper, bei anderen übertrifft er die Körperlänge um das doppelte.
Die 21 bekannten Arten der Kleintenreks kommen endemisch in Madagaskar vor, ein größerer Teil ist an die tropischen Regenwälder im Osten des Inselstaates angepasst, ein geringerer Teil bewohnt auch die trockeneren Gebiete im Westen. Über die Lebensweise liegen kaum Informationen vor, die Tiere leben versteckt und werden selten gesichtet. Allerdings bestehen aufgrund des variierenden Erscheinungsbildes, hervorgerufen durch die unterschiedliche Schwanzlänge und Fußgröße, verschiedene Anpassungstypen, die von baumkletternd, über bodenlebend bis zu unterirdisch grabend reichen. Einzig eine Form, der Wassertenrek, ist an ein Leben im Wasser angepasst.
Die Gattung wurde im Jahr 1882 eingeführt, zusammen mit einer lang- und einer kurzschwänzigen Form. Bis zu den 1930er Jahren waren bereits fast zwei Dutzend Arten beschrieben worden, deren Gültigkeit im Einzelnen aber diskutiert wurde. Insgesamt blieben die Informationen spärlich und die Anzahl an bekannten Individuen eher gering. Erst im Zuge einer intensiven Erforschung der biologischen Vielfalt Madagaskars, die in den 1990er Jahren einsetzte, stieg das Wissen über die Tiergruppe stark an. Genetische Untersuchungen aus dem Jahr 2016 berücksichtigten erstmals alle bekannten Vertreter und brachten so Einblick in die bestehenden Verwandtschaftsverhältnisse.

## Merkmale

### Habitus
Kleintenreks ähneln den – auf Madagaskar nicht vorhandenen – Spitzmäusen und haben offenbar die gleichen ökologischen Nischen besetzt wie diese. Sie gehören zu den kleineren Vertretern der Tenreks, ihre Kopf-Rumpf-Länge variiert von 4,7 bis 6,6 cm beim Zwergkleintenrek (Microgale parvula) und beim Gnomkleintenrek (Microgale pusilla) bis zu 12,2 bis 17,0 cm beim Wassertenrek (Microgale mergulus). Das Körpergewicht schwankt demzufolge von 2,1 bis 4,2 g bei den kleinsten und von 80 bis 105 g bei den größten Formen. Der Schwanz ist bei den einzelnen Arten unterschiedlich lang ausgebildet, er kann nur die Hälfte der Länge des übrigen Körpers einnehmen wie beim Kurzschwanz-Kleintenrek beziehungsweise beim Grandidier-Kleintenrek (Microgale grandidieri) oder aber die Kopf-Rumpf-Länge um mehr als das Doppelte übertreffen, etwa beim Kleinen Langschwanz-Kleintenrek (Microgale longicaudata) sowie beim Großen Langschwanz-Kleintenrek (Microgale principula). In absoluten Zahlen ausgedrückt reicht die Schwanzlänge von 3,3 bis zu 17,1 cm. Der Körper besitzt einen charakteristisch spindelförmigen Bau, die Gliedmaßen sind kurz und kräftig. Die Schnauze ist langgestreckt, die Ohren ragen aus dem Fell, auffallend sind außerdem die langen Vibrissen. Das Fell hat eine weiche Textur, seine Färbung variiert an der Oberseite von rötlichbraun über verschiedene Braun- und Grautöne bis fast schwarz, die Unterseite ist meist heller gefärbt. Hände und Füße verfügen über jeweils fünf krallenbewehrte Strahlen, bei denen die drei mittleren zumeist kräftiger gestaltet sind. Auf der Unterseite befinden sich jeweils vier Hautpolster, eines je an der Basis des ersten und fünften Strahls und je eines an der Basis zwischen den zweiten und dritten sowie dritten und vierten Strahl. Zusätzlich sind noch ein Thenar und ein Hypothenar ausgebildet, beide jedoch besitzen reduzierte Größen.

### Schädel- und Gebissmerkmale
Die Schädelgröße variiert stark, die größte Länge reicht von 15,5 bis 32,0 mm Länge, die größte Breite am Hirnschädel von 6,0 bis 16,5 mm. Insgesamt zeigt er innerhalb der Gattungen nur wenige Änderungen. Er ist langgestreckt und schmal, das Rostrum läuft bei den meisten Arten spitz zu. Auffallend erscheint der ausgedehnte hintere Schädelteil gegenüber dem vorderen, dass Verhältnis beträgt beim Cowan-Kleintenrek (Microgale cowani) 0,52:0,48. Bei den anderen Tenreks präsentiert sich das Verhältnis umgekehrt und verstärkt sich bei den Igeltenreks (Tenrecinae) durch die Verlängerung des Rostrums. Ein charakteristisches Merkmal stellt der nicht geschlossene Jochbogen dar. Das paarige Nasenbein ist abweichend von anderen Tenreks nicht verwachsen, ebenso ist kein Scheitelkamm ausgebildet.
Die Kleintenreks besitzen gegenüber dem vollständigen Gebiss der Höheren Säugetiere eine nur wenig reduzierte Zahnanzahl, lediglich der vorderste Prämolar ist zurückgebildet. Das Gebiss setzt sich somit aus 40 Zähnen zusammen und hat folgende Zahnformel: {\displaystyle {\frac {3.1.3.3}{3.1.3.3}}}. Die jeweils vorderen beiden Schneidezähne sind immer größer als der dritte, wobei in der oberen Zahnreihe häufig der erste, in der unteren der zweite Incisivus am größten ausgebildet ist. Der Eckzahn ähnelt den Schneidezähnen und ist dadurch nur wenig spezialisiert. Ähnliches ist für die vorderen Prämolaren zu sagen, die zumeist einfach gestaltet sind. Die vorderen Zähne bis einschließlich der vorderen Prämolaren tragen häufig zusätzliche kleine Höckerchen vor und hinter der Zahnkrone, zudem sind sie je nach Art durch Diastemata mit variierender Position und Länge voneinander getrennt. Der hintere Prämolar ähnelt den nachfolgenden Molaren, letztere zeigen bei den Kleintenreks nur wenige Unterschiede. Die Mahlzähne zeichnen sich durch ein zalambdodontes Kauflächenmuster aus. Es besteht aus drei Haupthöckern (Para-, Proto- und Metaconus; bezogen auf die Oberkiefermolare) in dreieckiger Anordnung, wobei der Paraconus eine besonders große und pyramidenförmige Gestalt aufweist. Die letzte obere Mahlzahn ist charakteristisch in seiner Größe reduziert, vor allem die hinteren Teile des Zahns.

### Skelettmerkmale
Am postcranialen Skelettbau ist die geringere Anzahl an Brust- und Lendenwirbeln auffallend, die zusammengenommen bei den Kleintenreks 21 bis 22 Elemente umfassen gegenüber 22 bis 23 bei den nahe verwandten Reistenreks (Oryzorictes) oder bis zu 24 beim entfernter verwandten Großen Tenrek (Tenrec). Die Anzahl der Schwanzwirbel schwankt stark, je nach Länge des Schwanzes setzt sie sich beim Cowan-Kleintenrek aus 24, beim Gnomkleintenrek aus 32 und beim Kleinen Langschwanz-Kleintenrek aus 44 bis 52 Wirbeln zusammen. Letztere verfügen somit neben dem Langschwanzschuppentier (Phataginus tetradactyla) über die höchste Zahl an Einzelwirbeln im Schwanz bei heutigen Höheren Säugetieren.

## Verbreitung
Kleintenreks gehören zu den endemischen Bewohnern von Madagaskar. Sie kommen in einer Vielzahl verschiedener Habitate vor, sind aber in der Regel auf dichte Vegetation angewiesen. Ein Großteil der Arten ist an die tropischen Regenwälder und mitunter auch an Marschlandschaften des östlichen Teils der Insel angepasst. Diese zeigen dabei mit nur wenigen Ausnahmen ein ausgedehntes Verbreitungsgebiet, dass sich, häufig Nord-Süd orientiert, in einem mehr oder weniger breiten Streifen über nahezu die Gesamtlänge der Insel von 1300 km Länge zieht. Auffallend ist bei diesen Arten auch die weite Höhenverbreitung, die von den unteren und mittleren bis zu den höheren Gebirgsstufen um 2500 m reicht, wie etwa beim Drouhard-Kleintenrek (Microgale drouhardi), der in Höhen von 360 bis 2350 m vorkommen kann, oder beim Zwergkleintenrek (Microgale parvula), der zwischen 450 und 2050 m Höhe auftritt. Ein geringerer Teil der Arten besitzt sowohl geographisch als auch in der Höhenverbreitung ein eingeschränktes Verbreitungsgebiet, hier gehört der Gebirgs-Kleintenrek (Microgale monticola) dazu. Weniger als ein Viertel der Vertreter besiedelt die trockeneren Landschaften im Westen, die einzelnen Vorkommen sind mit Ausnahme des Kurzschwanz-Kleintenreks (Microgale brevicaudata) räumlich begrenzt. Auffällig ist vor allem, dass in den Gebirgslandschaften des östlichen Madagaskars zahlreiche Arten der Kleintenreks mehr oder weniger sympatrisch auftreten. So sind am Tsaratanana-Massiv in der Provinz Mahajanga insgesamt ein Dutzend Arten nachgewiesen, im Waldgebiet von Tsinjoarivo in der zentral-madagassischen Provinz Antananarivo sind es ebenso viele, während in mehreren anderen Regionen bis zu zehn verschiedene Vertreter vorkommen können. Prinzipiell ist die unterschiedliche Nischennutzung der Kleintenreks weitgehend unerforscht. In einzelnen Regionen ließen sich Abweichungen in der Höhenverteilung einzelner Arten feststellen, etwa beim Kleinen (Microgale longicaudata) und beim Großen Langschwanz-Kleintenrek (Microgale principula) am Anjanaharibe-Massiv in der Provinz Antsiranana, in anderen untersuchten Gebieten konnte dies aber nicht bestätigt werden.

## Lebensweise

### Allgemein
Die Lebensweise der Kleintenreks ist nur wenig untersucht, sie leben eher versteckt und werden nur selten in freier Wildbahn gesichtet. Zu den wenigen besser untersuchten Arten gehören der Wassertenrek (Microgale mergulus) und der Cowan-Kleintenrek (Microgale cowani). Die Kleintenreks sind landbewohnend mit Ausnahme des Wassertenreks, der als einziger Vertreter der Tenreks an eine semi-aquatische Lebensweise angepasst ist. Im Allgemeinen beruhen die Einschätzungen zum Verhalten der weiteren Arten auf den äußerlichen Merkmalen, seltener auf tatsächlichen Beobachtungen. So wird für den Kleinen (Microgale longicaudata) und den Großen Langschwanz-Kleintenrek (Microgale principula) oder den Major-Langschwanz-Kleintenrek (Microgale majori) eine teils baumkletternde Fortbewegung angenommen, an die sie mit einem langen, beweglichen Schwanz und verlängerten Füßen angepasst sind. Der lange Schwanz fungiert dann als Greiforgan, was zumindest beim Kleinen Langschwanz-Kleintenrek nachgewiesen ist. Die eher kurzschwänzigen Arten wie der Kurzschwanz-Kleintenrek (Microgale brevicaudata), der Nacktnasen-Kleintenrek (Microgale gymnorhyncha) beziehungsweise der Grazile Kleintenrek (Microgale gracilis) sind dagegen wohl teils unterirdisch grabende Formen. Dafür sprechen auch die bei diesen Arten eher breit ausgebildeten Füße mit langen Krallen sowie die kleinen Augen und ebenfalls kleinen, fast unter dem Fell verborgenen Ohren. Tiere mit intermediären Schwänzen, die etwa die Länge des übrigen Körpers erreichen, gelten dagegen als Bodenbewohner, so der Cowan-Kleintenrek (Microgale cowani), der Thomas-Kleintenrek (Microgale thomasi) oder der Taiva-Kleintenrek (Microgale taiva). Über Aktivitätszeiten der Tiere liegen kaum Informationen vor, einige Arten wie der Kleine Langschwanz-Kleintenrek sind nachtaktiv. Teilweise legen Tiere auch Nester als Schutz und Unterschlupf an.

### Ernährung und Energiehaushalt
Informationen zur Ernährungsweise der Kleintenreks sind nur spärlich verfügbar, allgemein ist wie bei einem Großteil der übrigen Verwandten von einer fleisch- bis insektenfresserischen Ernährung (faunivor) auszugehen. Der Wassertenrek erbeutet nach Untersuchungen von Kotresten aus dem Ranomafana-Waldgebiet hauptsächlich Insekten, gelegentlich auch Krebse oder Jungfrösche. Ähnliches ist vom Cowan-Kleintenrek und von Kleinen-Langschwanz-Kleintenrek bekannt. Isotopenuntersuchungen an insgesamt einem Dutzend verschiedener Arten an Kleintenreks aus dem Waldgebiet von Tsinjoarivo bestätigen die weitgehend faunivore Lebensweise. Sie lassen aber auch einzelne Unterschiede zwischen den Arten erkennen. So unterscheidet sich der Gnomkleintenrek (Microgale pusilla) mit seinem hohen Stickstoffgehalt deutlich von den langschwänzigen Kleintenreks mit markant niedrigeren Werten. Für ersteren ist daher eher eine Bevorzugung von räuberisch lebender Beute anzunehmen, für letztere eher von pflanzenfresserisch lebenden Tieren. Die stark variierenden Kohlenstoffwerte bei den verschiedenen Vertretern der langschwänzigen Kleintenreks suggerieren zudem, dass die Nahrung in unterschiedlich hohen Etagen der Wälder gesucht wird. Dagegen zeigen grabende Arten ein sehr enges sowie höheres Spektrum an Stickstoffwerten und heben sich so wiederum von den baumlebenden Verwandten ab. Die Untersuchungen geben somit einen ersten Einblick in die trophische Differenzierung der Kleintenreks in einem eng begrenzten und weitgehend gemeinsam genutzten Habitat.
Die Körpertemperatur liegt im Durchschnitt bei 32 bis 34 °C. Abweichend von anderen Tenreks ist sie weitgehend stabil, die Angaben beruhen aber bisher auf nur drei untersuchte Arten. Die Stoffwechselrate variiert im Ruhezustand zwischen 76 und 138 % des zu erwartenden Wertes gleich großer Säugetiere. Sie nimmt unter anderem in der Reproduktionsphase zu. Die Werte sowohl für die Körpertemperatur als auch den Metabolismus sind durchschnittlich höher als bei denen der nahen Verwandten aus der Gattung Nesogale.

### Fortpflanzung
Die Fortpflanzung ist kaum dokumentiert, ein Wurf wurde bisher nur beim Cowan-Kleintenrek beobachtet. Dieser umfasste drei Jungtiere von je rund 2,5 g Gewicht. Die Neugeborenen kamen wie bei Tenreks üblich als Nesthocker mit nackte Haut sowie geschlossenen Ohren und Augen zur Welt. Sie überlebten nur wenige Tage, über die weitere Entwicklung ist daher nichts bekannt. In freier Wildbahn wurden trächtige oder milchproduzierende Weibchen zumeist im Zeitraum von Oktober bis Dezember beobachtet, ebenso Männchen mit vergrößerten Hoden und Tiere mit noch ausgeprägtem Milchgebiss. Zur Lebenserwartung in freier Wildbahn liegen keine Informationen vor, die meisten Tiere in Gefangenschaft überlebten bisher nicht länger als zwei Monate, ein Individuum des Cowan-Kleintenreks verbrachte über ein Jahr in menschlicher Obhut.

## Systematik
Die Kleintenreks sind eine Gattung innerhalb der Familie der Tenreks (Tenrecidae). Sie formen gemeinsam mit den Reiswühlern (Oryzorictes) und den Angehörigen der Gattung Nesogale die Reistenreks (Oryzorictinae), eine der drei Unterfamilien der Tenreks. Die beiden anderen werden durch die stachelhaarigen Igeltenreks (Tenrecinae) und die monotypischen Erdtenreks (Geogalinae) repräsentiert. Mit mehr als 20 Arten bilden die Kleintenreks das variantenreichste Mitglied der Familie und stellen etwa zwei Drittel der heutigen Vertreter der Tenreks. Sie gelten aufgrund einiger morphologischer Merkmale als eher ursprünglich innerhalb der Familie, dazu zählen etwa das kaum reduzierte Gebiss mit dem wenig ausdifferenzierten Eckzahn, der in geringen Maßen spezialisierte Schädelbau gegenüber dem langschnauzigen der Igeltenreks, die eher niedrige Anzahl an Brust- und Lendenwirbeln im Vergleich zu der höheren Anzahl bei einigen anderen Tenreks und die Ausbildung eines weichen, nicht spezialisierten Fells im Gegensatz zu den Stacheln der Igelteneks. Laut molekulargenetischen Analysen entstand die Gattung bereits im Unteren Miozän vor etwa 16,8 Millionen Jahren und diversifizierte sich in der Folgezeit sehr stark. Die Speziationsrate war dabei in den feuchten tropischen Wäldern deutlich höher als in den trockeneren Inselteilen. Die Abtrennung vom gemeinsamen Vorfahren mit der Gattung Nesogale als nächsten Verwandten der Kleintenreks begann schon vor 19,4 Millionen Jahren.
Es werden gegenwärtig 21 Arten unterschieden:
- Kurzschwanz-Kleintenrek (Microgale brevicaudata G. Grandidier, 1899)
- Cowan-Kleintenrek (Microgale cowani Thomas, 1882)
- Drouhard-Kleintenrek (Microgale drouhardi G. Grandidier, 1934)
- Dryad-Kleintenrek (Microgale dryas Jenkins, 1992)
- Blasser Kleintenrek (Microgale fotsifotsy Jenkins, Raxworthy & Nussbaum, 1997)
- Graziler Kleintenrek (Microgale gracilis (Major, 1896))
- Grandidier-Kleintenrek (Microgale grandidieri Olson, Rakotomalal, Hildebrandt, Lanier, Raxworthy & Goodman, 2009)
- Nacktnasen-Kleintenrek (Microgale gymnorhyncha Jenkins, Goodman & Raxworthy, 1996)
- Jenkins-Kleintenrek (Microgale jenkinsae Goodman & Soarimalala, 2004)
- Dunkler Kleintenrek (Microgale jobihely Goodman, Raxworthy, Maminirina & Olson, 2006)
- Kleiner Langschwanz-Kleintenrek (Microgale longicaudata Thomas, 1882)
- Major-Langschwanz-Kleintenrek (Microgale majori Thomas, 1918)
- Wassertenrek (Microgale mergulus (Major, 1896))
- Gebirgs-Kleintenrek (Microgale monticola Goodman & Jenkins, 1998)
- Nasolo-Kleintenrek (Microgale nasoloi Jenkins & Goodman, 1999)
- Zwergkleintenrek (Microgale parvula G. Grandidier, 1934)
- Großer Langschwanz-Kleintenrek (Microgale principula Thomas, 1926)
- Gnomkleintenrek (Microgale pusilla Major, 1896)
- Spitzmaus-Kleintenrek (Microgale soricoides Jenkins, 1993)
- Taiva-Kleintenrek (Microgale taiva Major, 1896)
- Thomas-Kleintenrek (Microgale thomasi Major, 1896)

Ursprünglich galten auch der Dobson-Kleintenrek (Nesogale dobsoni) und der Talazac-Kleintenrek (Nesogale talazaci) als Mitglieder der Gattung Microgale, heute werden sie aber zu Nesogale gestellt. Der Wassertenrek stand dagegen lange Zeit in der eigenen Gattung Limnogale. Die teilweise als selbständig geführte Form Microgale prolixacaudata, gegenwärtig ein Synonymname des Kleinen Langschwanz-Kleintenreks (Microgale longicaudata), ist genetisch bisher noch nicht genauer untersucht. Anhand von Haplotypen lässt sich aber eine eng umrissene, auf das nördliche Madagaskar beschränkte Klade vom Kleinen Langschwanz-Kleintenrek abtrennen, die möglicherweise dieser Form entspricht.
Neben den heute bestehenden Arten gibt es noch einen ausgestorbenen Vertreter, der anhand von subfossilem Material belegt ist:
- Microgale macpheei Goodman, Vasey & Burney, 2007

Weitere subfossile Formen wurden mit Microgale breviceps und Microgale decaryi eingeführt. Erstere gilt heute aber als identisch mit dem Kurzschwanz-Kleintenrek, letztere ist ein Synonym des Großen Langschwanz-Kleintenrek.

## Forschungsgeschichte

### Zur Gattungsgeschichte vonMicrogale

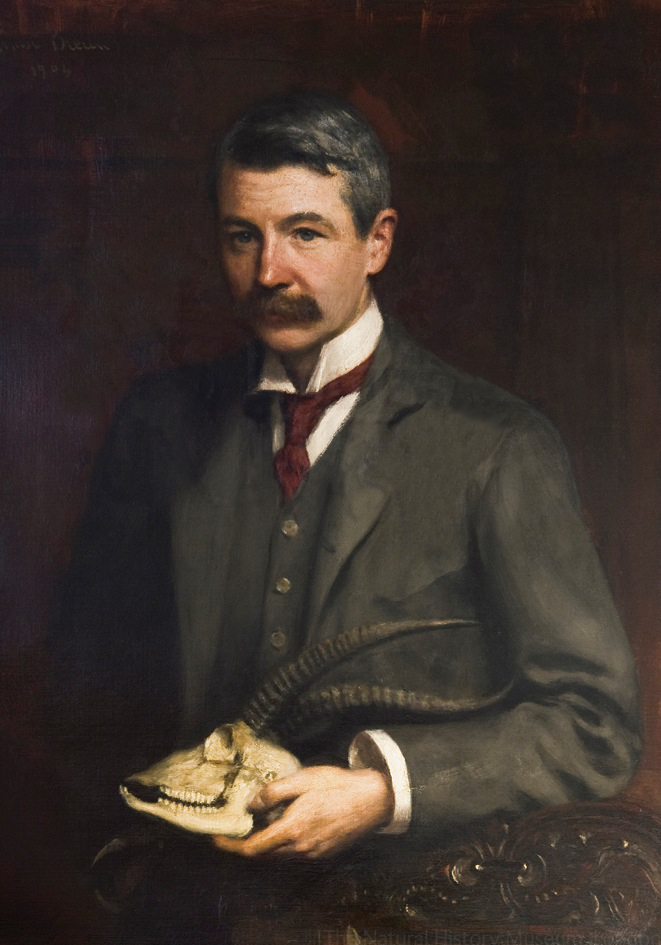
Oldfield Thomas

Die Kleintenreks als Gattungsform wurden im Jahr 1882 von Oldfield Thomas aufgestellt. Thomas untersuchte damals verschiedenen Individuen aus dem Waldgebiet von Ankafina rund 10 km südlich von Ambohimahasia im zentral-östlichen Madagaskar, die bereits zwei Jahre zuvor von W. Deans Cowan dort aufgesammelt worden waren. In seiner Erstbeschreibung unterschied Thomas mit dem Kleinen Langschwanz-Kleintenrek und mit dem Cowan-Kleintenrek zwei Arten, von denen erstere die Typusform darstellt. Er sah die Gattung Microgale zu diesem Zeitpunkt als Bindeglied zwischen den Tenreks und den Otterspitzmäusen an, mit den Tenreks teilte sie die Ausbildung eines Schlüsselbeins und eines Nasen-Tränen-Kanals (Canalis lacrimale), mit den Otterspitzmäusen den langen Schwanz, das weiche Fell und das in der unteren Hälfte miteinander verwachsene Schien- und Wadenbein. Der Name Microgale leitet sich von den griechischen Worten μικρός (mikrós) für „klein“ und γαλἑη (gale) für „Wiesel“ her; die Endung gale findet sich häufig in Verbindung mit Tenrekartigen oder anderen insektenfresserischen Tieren.
Im Jahr 1918 veranlasste Oldfield Thomas die bis dahin recht hohe Anzahl von rund einem Dutzend vergebener Artnamen für die Kleintenreks die Gruppe auf Gattungsniveau neu zu gliedern. Er splittete Microgale auf und vereinte den Dobson-Kleintenrek und den Talazac-Kleintenrek in der Gattung Nesogale. Beide Arten weisen gegenüber den meisten anderen Kleintenreks eine durchschnittlich größere Körperform auf (eine Ausnahme ist der Wassertenrek), hinzu kommt der sehr robuste Schädel mit prominenten Muskelmarken. Zwar bestätigte Terence Morrison-Scott im Jahr 1948 die Eigenständigkeit von Nesogale, nachfolgende Autoren erkannten diese aber nicht an, so etwa Henri Heim de Balsac 1972, der die Gattung formell aufhob und Nesogale wieder mit Microgale vereinte. Ross D. E. MacPhee führte im Jahr 1987 eine umfassende Revision der Kleintenreks durch und untermauerte diese mit morphologischen und morphometrischen Untersuchungen. Er folgte darin weitgehend Heim de Balsacs Ansicht, zumal er kaum abweichende Merkmale herausarbeiten konnte. Der Status quo blieb dann nach dieser Revision für die nächsten nahezu drei Dekaden erhalten. molekulargenetische Analysen, die im Jahr 2016 veröffentlicht wurden, erbrachten dabei eine sehr frühe Abspaltung des Dobson- und des Talazac-Kleintenreks von den anderen Kleintenreks, was für die Autoren Anlass war, Nesogale wieder den Gattungsstatus zuzuteilen und die beiden Arten dort einzugliedern.
Charles Immanuel Forsyth Major beschrieb im Jahr 1896 den Wassertenrek und ordnete ihn in die eigene Gattung Limnogale, die er über die ausgebildeten Schwimmhäute, den kräftigen Schwanz und einzelne Schädel- und Zahnmerkmale definierte. Die Gattung hatte über die nächsten mehr als einhundert Jahre Bestand und wurde kaum angezweifelt, vereinzelt wiesen einige Forscher auf die vorhandenen Ähnlichkeiten zu den Kleintenreks hin. Die genaue phylogenetische Stellung war Gegenstand der Diskussion und variierte zwischen der Schwesterform der Otterspitzmäuse beziehungsweise der der Tenreks. In ersten umfassenderen, bereits im Jahr 2003 publizierten genetischen Studien erwies sich Limnogale als tief in die Gattung Microgale eingebettet, wodurch die Kleintenreks eine paraphyletische Gruppe bildeten. Da sich das Ergebnis bei späteren Analysen bestätigte, wurde der Wassertenrek im Zuge der jüngsten genetischen Untersuchungen aus dem Jahr 2016 in Microgale überführt und die Gattung Limnogale aufgelöst.
Zusammen mit Nesogale hatte Thomas auch Leptogale als weitere Gattung eingeführt und ihr den Grazilen Kleintenrek zugeordnet, dessen Schädel charakteristisch schlank ist und ein langgestrecktes Rostrum aufweist. Dreizehn Jahre später etablierten Guillaume Grandidier und Gabriel Petit mit Paramicrogale eine weitere Gattung, deren Kennzeichen ein robuster Schädel war. In die Gattung verwiesen die Autoren unter anderem Paramicrogale occidentalis, eine heute nicht gültige Art, die mit dem Kurzschwanz-Kleintenrek identisch ist. Beide Gattungen wurden in der Folgezeit aber nur wenig anerkannt oder zum Teil nur auf Untergattungsniveau gestuft. In seiner Revision bewertete MacPhee beide als synonym zu Microgale.

### Gliederungsversuche der Kleintenreks
Schon in der Erstbeschreibung der Gattung Microgale wies Thomas auf die auffallenden Unterschiede bezüglich der Schwanzlänge und der Gestaltung des Fußes bei den beiden von ihm aufgestellten Arten hin. Bis zur Mitte der 1930er Jahre waren bereits über 20 Arten eingeführt worden, die sich bezogen auf die äußeren Merkmale recht variantenreich zeigten. Zu diesem Zeitpunkt nutzte Guillaume Grandidier erstmals die Schwanzlänge für eine genauere Gliederung der Kleintenreks. Er unterschied dabei drei Formengruppen:
- langschwänzige Tiere (mit einem Schwanz, der zweimal so lang wie der restliche Körper ist): M. longicaudata, M. majori, M. principula (einschließlich M. sorella)
- kurzschwänzige Tiere (mit einem Schwanz, der kürzer als der restliche Körper ist): M. brevicaudata, M. cowani (einschließlich M. crassipes, M. longirostris, M. nigrescens), M. thomasi
- intermediäre Formen (mit einem Schwanz, der etwa so lang wie der restliche Körper ist): M. drouhardi, M. parvula, M. pusilla, M. taiva

Terence Morrison-Scott griff den Gliederungsversuch von Grandidier später auf, reduzierte aber die Artanzahl durch einzelne Synonymisierungen.
In den 1970er Jahren verfeinerten John F. Eisenberg und Edwin Gould die Ansätze von Grandidier und begannen, die hohe Anzahl an Arten nach funktionsmorphologischen Gesichtspunkten zu gliedern. Als Basis wurden hierbei das Verhältnis der Schwanzlänge beziehungsweise der Fußgröße jeweils zur Kopf-Rumpf-Länge genommen. Ein kurzer Schwanz steht dabei mit einer fossorialen (grabenden), ein ausgesprochen langer mit einer arborealen (baumkletternden) oder scansorialen (teilweise baumkletternden) Lebensweise in Verbindung. Die Fußgröße gibt dagegen Auskunft, ob ein Tier sich zweibeinig hüpfend (saltatorisch; bei großen Füßen) oder vierfüßig laufend (bei kleineren Füßen) fortbewegt. Dadurch differenzierten Eisenberg und Gould 1970 insgesamt vier Ökomorphotypen heraus:
- Formen, die teils unterirdisch leben und eine geringe Sprungbefähigung aufweisen (Verhältnis Schwanz- zu Körperlänge 0,5:1, Verhältnis Hinterfuß- zu Körperlänge weniger als 0,2:1): M. brevicaudata
- Formen, die an der Erdoberfläche auf Nahrungssuche gehen und eventuell eine gewisse Kletter- oder Sprungbefähigung aufweisen (Verhältnis Schwanz- zu Körperlänge 0,6–1:1, Verhältnis Hinterfuß- zu Körperlänge 0,21–0,28:1): M. cowani (einschließlich M. longirostris), M. gracilis, M. occidentalis (= M. brevicaudata), M. thomasi, Nesogale dobsoni
- Formen, die an der Erdoberfläche auf Nahrungssuche gehen und klettern können (Verhältnis Schwanz- zu Körperlänge 1–1,5:1, Verhältnis Hinterfuß- zu Körperlänge 0,2–0,27:1): M. drouhardi (einschließlich M. melanorrhachis), M. parvula, M. pusilla, Nesogale talazaci
- Formen, die klettern können und möglicherweise im Geäst leben (Verhältnis Schwanz- zu Körperlänge 1,5–2,6:1, Verhältnis Hinterfuß- zu Körperlänge größer als 0,26:1): M. longicaudata (einschließlich M. prolixacaudata), M. majori, M. principula (einschließlich M. sorella)

In der bereits erwähnten Revision der Kleintenreks durch Ross D. E. MacPhee aus dem Jahr 1987 bezog dieser einen Großteil der in Museen aufbewahrten und somit zu diesem Zeitpunkt bekannten Exemplare der Gattung ein. Die untersuchte Anzahl umfasste etwa 120 Individuen. Den meisten Studien zu den Kleintenreks lagen bis dahin kaum statistische Analysen zugrunde, vielmehr beruhten sie auf einer mehr oder weniger empirischen Erfassung. MacPhee schuf somit erstmals eine morphologische und morphometrische Datenbasis. Dies führte dazu, dass er einen Teil der beschriebenen Formen als Synonyme betrachtete und somit die Anzahl der Arten von über zwanzig auf zehn reduzierte. Diese fasste er in einem weiteren Schritt in Gruppen zusammen, die er als Cluster bezeichnete. Die einzelnen Cluster stellten dabei weniger eine tatsächliche Verwandtschaftsgruppe dar, vielmehr drückten sie Übereinstimmungen im Phänotyp aus:
- cowani-Cluster: M. cowani, M. thomasi, M. parvula
- gracilis-Cluster: M. gracilis
- longicaudata-Cluster: M. longicaudata, M. principula
- pusilla-Cluster: M. pusilla
- brevicaudata-Cluster: M. brevicaudata
- dobsoni-Cluster: Nesogale dobsoni, Nesogale talazaci

Die Einteilung in verschiedene Cluster wurde später von einigen Autoren aufgegriffen und erweitert. So führte Paulina D. Jenkins im Jahr 1996 den soricoides-Cluster basierend auf dem Spitzmaus-Kleintenrek ein und erweiterte verschiedene andere Cluster um neue oder wieder anerkannte Arten.
MacPhees Detailarbeit erwies sich als teilweise problematisch, da einige der bis 1987 beschriebenen Arten bis zu diesem Zeitpunkt nur durch die jeweiligen Typusexemplare bekannt waren. Einzelne Synonymisierungen beruhten in diesen Fällen auf einer zu geringen Datenbasis, so dass keine ausreichende Merkmalsdifferenzierung erfolgen konnte. In den 1990er Jahren begann eine intensive Phase der Erforschung der biologischen Vielfalt Madagaskars, in deren Zuge zahlreiche Naturräume der Insel inventarisiert und katalogisiert wurden. Für einige Arten, darunter auch synonymisierte Formen mit meist singulärem Beleg, führte dies zur Entdeckung und Bereitstellung von neuem Vergleichsmaterial und so zur Bestätigung beziehungsweise wieder zur Anerkennung des eigenständigen Artstatus, etwa beim Major-Langschwanz-Kleintenrek, beim Taiva-Kleintenrek oder beim Drouhard-Kleintenrek. Darüber hinaus konnten auch zahlreiche neue Arten entdeckt und beschrieben werden, insgesamt betrifft dies fast die Hälfte der heute bekannten Kleintenrekarten. Im Ergebnis dieser Forschungstätigkeit wuchs die Anzahl der anerkannten Vertreter der Kleintenreks bis zum Jahr 2009 (dem Jahr der letzten Artneubeschreibung) wieder auf insgesamt 21 an.
Das Aufkommen von molekulargenetischen Untersuchungsverfahren im Übergang vom 20. zum 21. Jahrhundert ermöglichte nicht nur, die phylogenetische Position der Tenreks, und damit auch der Kleintenreks, genauer zu bestimmen, sondern auch das innere Verwandtschaftsverhältnis der einzelnen Gruppen zu beleuchten. Daraus resultierte schon sehr früh, dass der Wassertenrek, der bei den vorhergehenden morphologischen und morphometrischen Untersuchungen keine Berücksichtigung fand, als eindeutiger Vertreter der Kleintenreks erkannt wurde. Von Bedeutung sind hier die Analysen aus dem Jahr 2016, die erstmals alle zu diesem Zeitpunkt bekannten Arten der Tenreks einbezogen und die einzelnen Vertreter schlüssig gruppierten. Als eher unerwartete Resultate ergaben sich hier einerseits das Schwestergruppenverhältnis des kleinsten (Zwergkleintenrek) und des größten (Wassertenrek) Vertreters der Kleintenreks, andererseits, dass die Entwicklung der vier jeweils an trockene Klimate angepassten Arten (Kurzschwanz-, Nasolo- und Jenkins-Kleintenrek sowie Grandidier-Kleintenrek) auf insgesamt drei unabhängige Ereignisse zurückgehen. Zur genaueren Klärung derartiger Prozesse sind aber weitere Untersuchungen zur Biodiversität Madagaskars notwendig.

## Stammesgeschichte
Fossilfunde von Kleintenreks aus vergangenen geologischen Zeitabschnitten liegen nicht vor, es gibt allerdings einige subfossile Reste aus dem Holozän. Sie stammen vorwiegend aus zwei bedeutenden Höhlenfundstellen. Eine davon stellt die Andrahomana-Höhle südwestlich von Tolagnaro im äußersten Südosten von Madagaskar dar, deren reichhaltiges Knochen- und Zahnmaterial den Zeitraum der letzten 8700 Jahre abdeckt. Unter den zahlreichen Säugetieren befinden sich auch Reste von Tenrekartigen. Diese beinhalten vier heute noch lebende Arten der Kleintenreks: den Kleinen und den Großen Langschwanz-Kleintenrek, den Gnomkleintenrek sowie den Nasolo-Kleintenrek. Daneben kommt auch die ausgestorbene Form Microgale macpheei vor, deren Reste datieren in die Zeit vor 1600 bis 2700 Jahre. Die zweite bedeutende Fundstelle findet sich in der Ankilitelo-Höhle am Südrand des Mikoboka-Plateau im südwestlichen Madagaskar. Auch hier liegt eine umfangreiche Fauna mit wenigstens drei Arten an Kleintenreks vor, neben dem Nasolo-Kleintenrek wurden noch der Kurzschwanz-Kleintenrek und der Major-Langschwanz-Kleintenrek nachgewiesen. Die Funde sind zwischen 510 und 630 Jahre alt. Beide Regionen zeichnen sich durch trockene Klimaverhältnisse aus und befinden sich außerhalb des Verbreitungsgebiets der rezenten Vertreter. Das Verschwinden der verschiedenen Arten hängt möglicherweise mit dem zunehmend trockener werdenden Klima im westlichen Madagaskar zusammen, allerdings besiedelte damals auch der Mensch bereits die Insel. Daneben gibt es noch einige weitere Höhlen oder Fundstellen mit subfossilen Resten, etwa bei Mahajanga im nordwestlichen Mosambik, oder auf dem Gebiet des Nationalparks Tsimanampetsotsa wiederum im südwestlichen Teil der Insel.

## Bedrohung und Schutz
Aufgrund des Verlustes des Lebensraumes listet die IUCN sechs Arten als „stark gefährdet“ (endangered) oder „gefährdet“ (vulnerable). In erstere Kategorie gehören der Jenkins-Kleintenrek (Microgale jenkinsae) und der Dunkle Kleintenrek (Microgale jobihely), in letztere der Dryad-Kleintenrek (Microgale dryas), der Wassertenrek (Microgale mergulus), der Gebirgs-Kleintenrek (Microgale monticola) und der Nasolo-Kleintenrek (Microgale nasoloi). Die genannten Arten besitzen ein nur eingeschränktes Verbreitungsgebiet, alle anderen Kleintenreks kommen mehr oder weniger über weite Teile Madagaskars vor. Hauptgefahren für den Bestand einzelner Populationen stellen die Waldzerstörung durch Holzeinschlag, Umwandlung in landwirtschaftliche Nutzflächen und Feuer dar, lokal hat auch der Bergbau einen gewissen Einfluss. Bis auf wenige Ausnahmen sind alle Arten in Naturschutzgebieten präsent, zum weiteren Schutz der Kleintenreks sind Feldforschungen zu ihrer Biologie und Ökologie notwendig.